# Maharu Yoshimura
Maharu Yoshimura (jap. 吉村 真晴 Yoshimura Maharu; ur. 3 sierpnia 1993 w Tōkai) – japoński tenisista stołowy, srebrny medalista olimpijski, multimedalista mistrzostw świata.
W 2016 roku wziął udział w igrzyskach olimpijskich w Rio de Janeiro. Wystąpił w jednej konkurencji – zdobył srebrny medal olimpijski w grze drużynowej (wraz z nią japoński zespół tworzyli Kōki Niwa i Jun Mizutani).
W latach 2012–2019 zdobył sześć medali mistrzostw świata (jeden złoty, trzy srebrne i dwa brązowe) – trzy w grze mieszanej (z Kasumi Ishikawą), dwa w grze drużynowej i jeden w grze podwójnej (z Kōki Niwą), a w 2013 roku wywalczył srebrny medal letniej uniwersjady w drużynie.